# Meine allererste Liebe
Meine allererste Liebe (koreanischer Originaltitel: 첫사랑은 처음이라서) ist eine südkoreanische Serie, die eine Neuauflage der ebenfalls aus Südkorea stammenden Serie My First Time aus dem Jahr 2015 ist. Die Serie wurde am 18. April 2019 weltweit auf Netflix veröffentlicht. Die Premiere der zweiten und letzten Staffel fand am 26. Juli 2019 auf Netflix statt.

## Handlung
Yun Tae-o stammt aus einer sehr wohlhabenden Familie. Als er 20 wird, soll er von zu Hause ausziehen. Er möchte das Haus seines Großvaters haben. Sein Vater, der eigentlich an ein kleines Apartment dachte, stimmt widerwillig zu. Doch er sollte keine Frauen mit nach Hause bringen. Drei Jahre später ist er zwar sehr populär an seiner Uni, eine Freundin hatte er aber noch nicht. Morgens nimmt er stets Han Song-i, die er seit der Grundschule kennt, auf seiner Vespa mit. Er sagt ihr, es sei das letzte Mal, denn heute Abend hätte er ein Blind Date und danach eine Freundin. Song-i hat derweil ihre eigenen Probleme. Ihre Wohnung wurde gepfändet. Als sie gerade bei einem Nebenjob ist, erfährt sie, dass eine neue Familie eingezogen ist. Sie hat die vorherigen Briefe ignoriert und packt nun schnell ihre Sachen. Tae-o fällt ihr als einziger ein, zu dem sie gehen könnte. Zur gleichen Zeit wird Choe Hun von seinem Vater nach einem Streit rausgeworfen. Auch er setzt auf seinen Freund Tae-o. O Ga-rin wird von ihrer Mutter immer stets umsorgt, so dass sie keinen Freiraum hat. Wenn ihre Mutter nicht da ist, erhält sie Begleitschutz. Sie ist die Erbin einer reichen Familie. Eines Tages stiehlt sie sich heimlich davon und plant, bei Tae-o eine Weile zu verbringen. So tauchen alle drei am gleichen Abend bei Tae-os Haus auf. Dieser ist nicht da, da er auf dem Blind-Date ist. Stattdessen treffen sie auf seinen Freund Do-hyeon. Dieser war auch bei Song-is Pfändung dabei, da er für das Umzugsunternehmen arbeitet. Er erkennt sie. Allerdings bittet sie ihn, Tae-o nichts zu sagen. Er ruft Tae-o an, er möge schnell vorbeikommen. Tae-o unterbricht deshalb sein Date, vereinbart allerdings, die junge Frau wiederzusehen. Ga-rin und Hun können Tae-o überreden, bei ihm zu bleiben. Doch Song-i will ihm nicht sagen, dass ihr Haus gepfändet wurde und dass sie ihre Mutter nicht mehr erreichen kann.

## Besetzung und Synchronisation
Die deutschsprachige Synchronisation entstand nach den Dialogbüchern von Andrea Greul und Ulrike Lau sowie unter der Dialogregie von Debora Weigert durch die Synchronfirma SDI Media Germany in Berlin.

### Hauptdarsteller
| Rolle        | Schauspieler   | Synchronsprecher          |
| ------------ | -------------- | ------------------------- |
| Yun Tae-o    | Ji Soo         | Constantin von Jascheroff |
| Han Song-i   | Jung Chae-yeon | Jodie Blank               |
| Choe Hun     | Kang Tae-oh    | Henning Nöhren            |
| Seo Do-hyeon | Jinyoung       | Patrick Baehr             |
| O Ga-rin     | Choi Ri        | Lea Kalbhenn              |
| Ryu Se-hyeon | Hong Ji-yoon   | Maximiliane Häcke         |

### Nebendarsteller
| Rolle                     | Schauspieler    | Synchronsprecher   |
| ------------------------- | --------------- | ------------------ |
| Choe Min-ah               | Park Yu-rim     | Anita Hopt         |
| Prof. Choe Seok-hwan      | Jo Seung-yeon   | Peter Flechtner    |
| Yun Jeong-gil             | Yoon Da-hoon    | Viktor Neumann     |
| Dae-geon                  | Kim Jae-yong    | Florian Clyde      |
| Yu-rim                    | Lee Ju-eun      | Sarah Alles        |
| Yun Yeong-ho              | Jung Yoon-suk   | Nicolas Rathod     |
| Stiefmutter von Yun Tae-o | Jung Si-a       | Giuliana Jakobeit  |
| Mutter von Han Song-i     | Yoon Bok-in     | Silvia Mißbach     |
| Mutter von Choi Hun       | Oh Young-shil   | Gundi Eberhard     |
| Mutter von O Ga-rin       | Jeon Soo-kyeong | Christin Marquitan |
| Vater von Seo Do-hyeon    | Park Soo-young  | Lutz Schnell       |

## Episodenliste

### Staffel 1
| Nr. (ges.)                                                                          | Nr. (St.) | Deutscher Titel                                | Originaltitel                       | Regie       | Drehbuch |
| ----------------------------------------------------------------------------------- | --------- | ---------------------------------------------- | ----------------------------------- | ----------- | -------- |
| 1                                                                                   | 1         | Ein enger Freund, aber wirklich nur ein Freund | 낭만적 기대가 전혀 없는 이성친구..? | Oh Jin-seok | Kim Ran  |
| 2                                                                                   | 2         | Du hast viele freie Zimmer                     | 너에겐 방이 많고, 난 방이 필요해!   | Oh Jin-seok | Kim Ran  |
| 3                                                                                   | 3         | Immer diese Sorgen                             | 신경쓰이게 하는 사람                | Oh Jin-seok | Kim Ran  |
| 4                                                                                   | 4         | Du hast mir von ihm erzählt                    | 네가 말한 그 남자                   | Oh Jin-seok | Kim Ran  |
| 5                                                                                   | 5         | Ich mag dich                                   | 좋아한다는 말 한마디                | Oh Jin-seok | Kim Ran  |
| 6                                                                                   | 6         | Tag des Geständnisses                          | 고백하는 날                         | Oh Jin-seok | Kim Ran  |
| 7                                                                                   | 7         | Ein Regenguss                                  | 소나기                              | Oh Jin-seok | Kim Ran  |
| 8                                                                                   | 8         | Der Wendepunkt                                 | 터닝포인트                          | Oh Jin-seok | Kim Ran  |
| Am 18. April 2019 wurden alle Folgen der ersten Staffel bei Netflix veröffentlicht. |           |                                                |                                     |             |          |

### Staffel 2
| Nr. (ges.)                                                                          | Nr. (St.) | Deutscher Titel                                     | Originaltitel                 | Regie       | Drehbuch |
| ----------------------------------------------------------------------------------- | --------- | --------------------------------------------------- | ----------------------------- | ----------- | -------- |
| 9                                                                                   | 1         | Der wahre Grund                                     | 진짜 이유                     | Oh Jin-seok | Kim Ran  |
| 10                                                                                  | 2         | Seine Priorität                                     | 우선순위                      | Oh Jin-seok | Kim Ran  |
| 11                                                                                  | 3         | Fünf Schritte, um über eine Trennung hinwegzukommen | 사랑을 부정하는 다섯가지 단계 | Oh Jin-seok | Kim Ran  |
| 12                                                                                  | 4         | Zusammen allein                                     | 함께 한다는 것                | Oh Jin-seok | Kim Ran  |
| 13                                                                                  | 5         | Unsägliche Geheimnisse                              | 말할 수 없는 비밀             | Oh Jin-seok | Kim Ran  |
| 14                                                                                  | 6         | Das kann nur ich tun                                | 나만 해줄 수 있는 일          | Oh Jin-seok | Kim Ran  |
| 15                                                                                  | 7         | Was die Augen sehen                                 | 시선이 닿는 곳                | Oh Jin-seok | Kim Ran  |
| 16                                                                                  | 8         | Meine allererste Liebe                              | 첫사랑은 처음이라서           | Oh Jin-seok | Kim Ran  |
| Am 26. Juli 2019 wurden alle Folgen der zweiten Staffel bei Netflix veröffentlicht. |           |                                                     |                               |             |          |